# Tokyo Day Trip
Tokyo Day Trip is een muziekalbum in de hoedanigheid van een ep van Pat Metheny. Het album is begonnen als een downloadalbum bij Nonesuch en andere kanalen als een toegift op zijn vorige album Day Trip. Er bleek zoveel vraag van niet-downloaders naar te zijn, dat het alsnog als ep verscheen. Het album is live opgenomen, waarschijnlijk in een kleine zaal.

## Musici
- Pat Metheny – gitaar
- Christian McBride – basgitaar
- Antonio Sanchez – slagwerk

## Composities
Allen van Metheny
1. Tromsø (8:45)
2. Traveling fast (11:54)
3. Indri (6:04)
4. back arm and blackcharge (6:34)
5. The night becomes you (6:17)